# Jiaoba (sockenhuvudort i Kina, Guizhou Sheng, lat 28,81, long 108,09)
Jiaoba (kinesiska: 蕉坝, 蕉坝乡) är en sockenhuvudort i Kina. Den ligger i provinsen Guizhou, i den sydvästra delen av landet, omkring 280 kilometer nordost om provinshuvudstaden Guiyang. Antalet invånare är 17 732. Befolkningen består av 8 719 kvinnor och 9 013 män. Barn under 15 år utgör 31 %, vuxna 15-64 år 58 %, och äldre över 65 år 9,0 %.